# Dan Hemmert
Daniel Hemmert é um empresário e político americano que está servindo como membro republicano do Senado de Utah. Ele foi nomeado em agosto de 2016 para suceder Alvin B. Jackson, que havia renunciado no mês anterior.
Hemmert possui uma empresa de lavagem a seco conhecida como Red Hanger Cleaners e, no passado, trabalhou como diretor financeiro da OrangeSoda e da JR Miller Enterprises. Ele concorreu por um mandato completo à cadeira do Senado na eleição de 2016 e venceu. Hemmert também actuou como delegado suplente de Mitt Romney na Convenção Nacional Republicana de 2012.
Hemmert ingressou nas primárias republicanas para servir como representante do 4º distrito congressional de Utah, desafiando Ben McAdams. Ele foi considerado um dos primeiros líderes nas primárias. No entanto, ele desistiu da corrida em dezembro de 2019, citando problemas na transição da sua posição de liderança no Red Hanger.

## Vida pessoal
Hemmert e sua esposa, Natalie, têm 6 filhos e residem em Orem, Utah. Ele é membro da Igreja de Jesus Cristo dos Santos dos Últimos Dias.